# Quemigny-Poisot
Quemigny-Poisot ist eine Ortschaft und eine ehemalige französische Gemeinde mit 186 Einwohnern (Stand: 1. Januar 2019) im Département Côte-d’Or in der Region Bourgogne-Franche-Comté. Sie gehörte zum Arrondissement Beaune und zum Kanton Longvic.
Mit Wirkung vom 1. Januar 2019 wurden die ehemaligen Gemeinden Clémencey und Quemigny-Poisot zur Commune nouvelle Valforêt zusammengelegt und haben in der neuen Gemeinde den Status einer Commune déléguée. Der Verwaltungssitz befindet sich im Ort Clémencey.

## Geographie
Quemigny-Poisot liegt etwa 19 Kilometer westsüdwestlich von Dijon. Umgeben wird Quemigny-Poisot von Urcy im Norden, Clémencey im Nordosten, Chambœuf im Osten, Semezanges im Süden sowie Gergueil im Westen.

## Bevölkerung
| Jahr      | 1962 | 1968 | 1975 | 1982 | 1990 | 1999 | 2006 | 2013 |
| --------- | ---- | ---- | ---- | ---- | ---- | ---- | ---- | ---- |
| Einwohner | 111  | 99   | 90   | 126  | 167  | 187  | 210  | 197  |

## Sehenswürdigkeiten
- Kirche Exaltation-de-la-Sainte-Croix (Kreuzerhöhung)